# 昭南新聞
昭南新聞（しょうなんしんぶん）は、広義には日本軍占領統治下のシンガポールで、日本軍により発行されていた日刊紙の総称。シンガポール占領当初は陣中新聞『建設戦』を発行していた第25軍司令部宣伝班が占領前からあった新聞社を接収して諸語版を編集・発行させ、1942年2月に英字紙『昭南タイムス』（THE SYONAN TIMES）、華字紙『昭南日報』、マレー語版『マライ・ニュース』（Warta Malai）および『マレー労働新聞』（Utusan Malai）ならびにインド諸語版Azad Hindustanが創刊され、主に軍の布告や宣伝文を掲載した。1942年12月に同盟通信社と中央・地方の有力紙13社により「昭南新聞会」が設立されると、日本語版『昭南新聞』が創刊され、また諸語紙を接収して紙不足を背景に英字紙をタブロイド紙THE SYONAN SHINBUNに変更するなどの組織・紙面の改編が行われた。日本語版『昭南新聞』は1945年9月初まで発行され、その後は英軍の命令で1946年6月頃まで日本語紙『世界時報』を発行した。

## 第25軍司令部新聞班
1942年2月の日本軍によるシンガポール占領当初、第25軍宣伝班の班長は阿野中佐で、1942年7月に阿野中佐の健康上の理由から陸軍省新聞班の班長だった大久保弘一中佐に交代した。事務所はドビイ・ガウトのキャセイ・ビルにあった。新聞班長は比留間多郎大尉で、ロビンソン路 (シンガポール)84号に分室があった。新聞班は軍の宣伝物である陣中新聞『建設戦』を編集・発行し、また占領前からあった諸字紙の新聞社を接収して宣伝班員を編集長として送り込み、諸語版を編集・発行させて軍の宣伝に利用した。

## 昭南新聞会
1942年10-12月頃、占領地の治安面で新聞の果たす役割を重視した軍当局は、日本の報道各社に南方の占領地域で接収した新聞社を指導して新たに新聞を発行するよう命令した。
マレー・シンガポール・スマトラ・北ボルネオの担当となった同盟通信社と中央・地方紙の有力13社は、資本金50万円で昭南に昭南新聞会を設立。1942年12月から日本語紙『昭南新聞』を発行した。
また同会は現地の新聞社を接収して指導下に置き、英字紙、華字紙、マレー語版など16新聞を経営した。同会は、シンガポールで下記の諸言語版を発行したほか、クアラルンプールで『馬来新報』、ペナンで『彼南新聞』、メダンで『スマトラ新聞』、パダンで『パダン日報』を発行した。
『昭南新聞』は最盛期には最盛期には5万部を発行、昭南新聞会の職員も日本人70人、現地人約1,000人にまで膨らんだ。しかし1944年10月に戦局の悪化により同会は事実上解散し、新聞発行は同盟通信社だけの手で行われることになった。

## 英字紙

### THE SYONAN TIMES
英字紙『昭南タイムス』(THE SYONAN TIMES)は、第25軍が接収したストレート・タイムズ社を所在地として1942年2月20日に創刊された。元のストレート・タイムズの社長・編集長や主幹ら英国人はチャンギ監獄へ送られ、宣伝班の井伏鱒二が編集長となり、元のストレート・タイムズの社員が編集・発行にあたった。THE SYONAN TIMESは毎日4頁建てで発行され、定価は7セントだった。

### THE SYONAN SINBUN
1942年12月8日から紙不足のため英字紙はタブロイド版となり、同時に名称はTHE SYONAN SINBUNに変更された。1945年9月に停刊。

## 華字紙『昭南日報』
華字紙『昭南日報』は、接収したロビンソン路45-49号の南洋商報社を所在地として1942年2月21日に創刊された。創刊時の紙面には「社長：陳日輝、編集：林宋一・王元通」と記されていたが、実際の責任者は軍宣伝班の鈴木某で、接収した華字紙新聞社の社員に編集・発行させていた。同年3月19日には旧星洲日報社の跡地へ移転した。『昭南日報』は1日1回、4頁建てで発行された。宣伝色の強い内容だったが、軍の布告が掲載され、それが命に関わることもあったために特に占領初期には読もうとする人が多く、定価10セントを超える売価で売られていた。
同年12月1日からはタブロイド版になり、発行は毎日17時に改められ、所在地はもとの南洋商報社の跡地に移転した。

## マレー語版
マレー語新聞『マライ・ニュース』(Warta Malai)は1942年2月17日に創刊され、ジャビ文字を用いていた。またアルファベットを使用していた『マレー労働新聞』(Utusan Malai)は同年2月23日に創刊された。
マレー語紙は1943年1月1日にマレー新聞社に引き継がれ、合併されて『マライ新聞』(Berita Malai)となった。

## インド諸語版
インド諸語版Azad Hindustanは1942年2月21日に創刊され、毎日タミルTamil、マラヤラムMalayalam、ヒンズーHindu Staniの3種類の文字を使って発行していたが、売れ行きは芳しくなかったとされる。

## 日本語版

### 陣中新聞『建設戦』
1941年12月の開戦後間もなく、第25軍司令部宣伝班は、八つ折の日本語の陣中新聞『建設戦』を発行した。発行場所は第25軍の軍事行動とともに移動し、1942年2月15日のシンガポール陥落後は、戦前日本人がロビンソン路に設立していたシンガポール日報社を使用、接収した総匯報社を改修して印刷工場とした。この新聞は軍宣伝班の宣伝物であったが、占領時期の軍宣伝班が取り仕切る新聞事業の先駆けとなるものだった。

### 『昭南新聞』
1942年12月8日に『建設戦』にかわって日本語版の『昭南新聞』が星洲日報社を使って創刊され、各種言語の新聞の指導的役割を果たすようになった。『昭南新聞』は英軍が進駐した9月6日の直前まで発行された。

### 『世界時報』
その後、英軍は『昭南新聞』に代わる日本語版『世界時報』の発刊を命令し、同盟通信社の昭南支社編集部長だった岩永信吉や福田一らが編集に携わり、東南アジア連合軍総司令部の名で1946年6月頃まで発行された。

## 主な記事
- 1942年2月20日付第1号掲載の華僑粛清事件の昭南警備隊司令部布告[28][29][30]。
- 1942年6月まで 華僑強制献金の集金額の発表[31]
- 1942年5月 昭南市役所によるユーラシアン住民の日本人登録の布告[32]
- 1945年8月21日の終戦報道

ポツダム宣言を受諾する天皇の終戦放送は、1945年8月15日に東京からの同盟ニュースで同盟通信社の昭南支社に伝えられたが、第7方面軍司令部は、これを「策謀」として発表を禁止し、同盟の受信技師は受信所に閉じ込められた。このため8月16日の紙面では終戦は報道されず、20日なって発表が許可され、報道されたのは21日付だった。

## デジタルアーカイブ
- THE SHONAN TIMES / THE SYONAN TIMES / The Syonan Sinbun - シンガポール国立図書館（英語版）（アーカイブ資料名:Syonan Shimbun）（第1号"THE SHONAN TIMES" p3,p4落丁）
- THE SYONAN TIMES / The Syonan Sinbun - シンガポール国立大学（アーカイブ資料名:Syonan Shimbun）（第1号"THE SHONAN TIMES"欠号。他落丁多い）
- Syonan Shimbun Fortnightly - シンガポール国立図書館
- Syonan Shimbun Fortnightly - シンガポール国立大学
- 昭南日報 華字紙 - シンガポール国立図書館（アーカイブ資料名: Zhao Nan Ri Bao; 昭南日报）
- 陣中新聞 建設戦 - アジア歴史資料センター
- 昭南新聞 - フーヴァー戦争・革命・平和研究所邦字新聞デジタル・コレクション（アーカイブ資料名: Shōnan Shinbun）
- Malai Sinpo - シンガポール国立大学